# Герніки

Полодення розселення Герніків у центральній Італії

Ге́рніки (лат. Hernici) — один з народів італіків, споріднений з сабінами.
Спочатку населяли область поблизу Рима. Пізніше переселилися у долину річки Трер. У 486 до н. е. вступили у Латинський союз. Після Другої самнітської війни римляни завоювали їх столицю Ананьї та підкорили весь народ.
У 241 до н. е. герніки отримують повне римське громадянство.